# Devan Nair
Devan Nair Chengara Veetil (Malacca, 5 agosto 1923 – Hamilton, 6 dicembre 2005) è stato un politico singaporiano.
È stato il terzo Presidente di Singapore, in carica dall'ottobre 1981 al marzo 1985.